# Postbote Pat

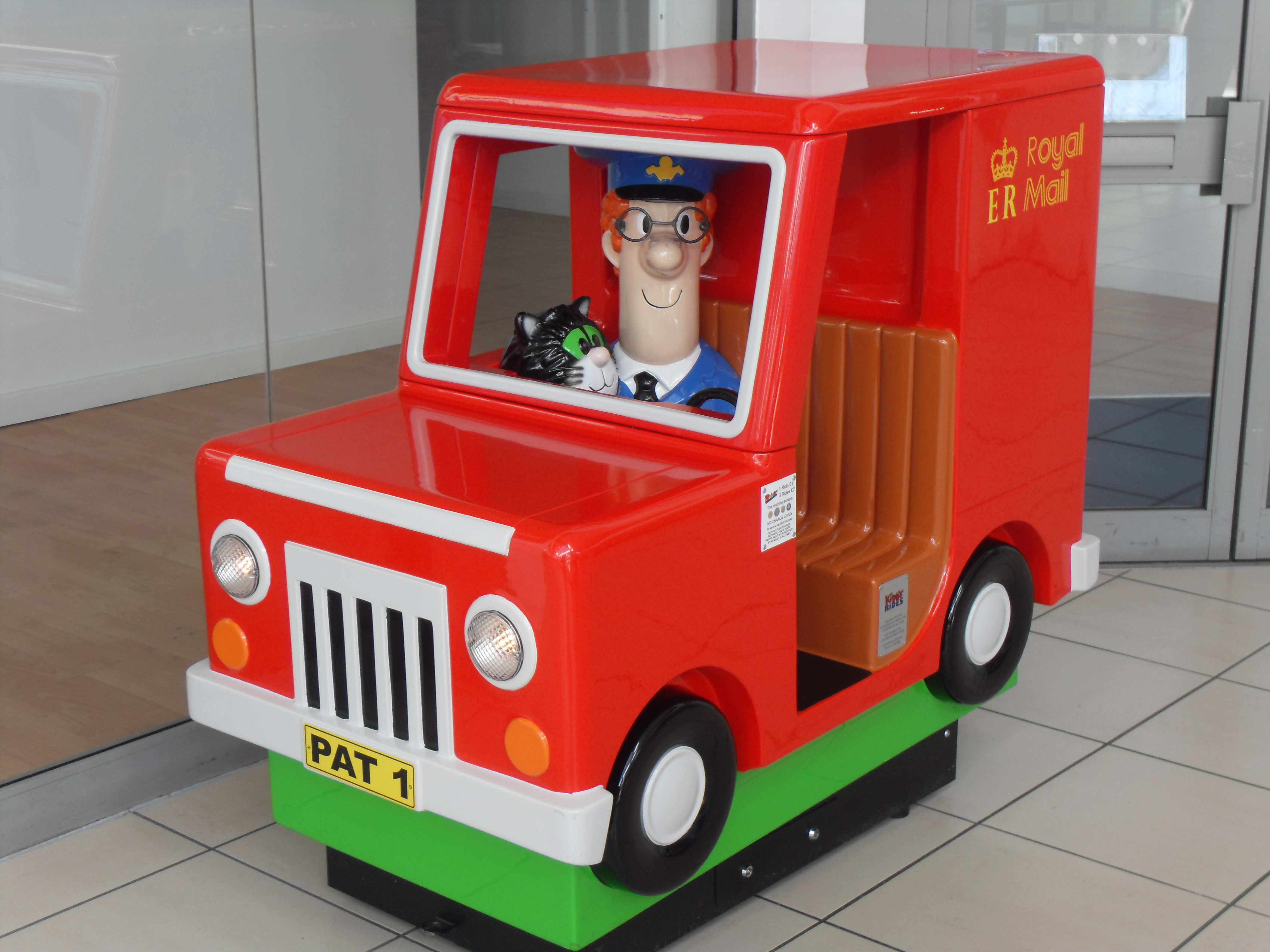
Postbote Pat und die Katze Jess in seinem roten Postfahrzeug

Postbote Pat (im englischen Original Postman Pat) ist eine britische Stop-Motion-Animationsserie für Kinder. Im Mittelpunkt dieser vor allem an Kinder im Vorschulalter gerichtete Serie steht der Postbote Pat Clifton, der im fiktiven Dorf Greendale lebt. 

## Inhalt
In jeder der Folgen wird der Postbote Pat Clifton mit seiner Katze Jess während der Auslieferung seiner Briefe in Greendale von einem der Bewohner aufgehalten, um bei deren Problemen zu helfen. Später bekommt Pat Clifton jedes Mal besonders schwierige Sendungen zur Auslieferung, so einen riesigen Eiswürfel. 

## Produktion und Veröffentlichung
Die Serie wurde von Woodland Animations unter der Regie von Ivor Wood produziert. Das Drehbuch schrieb John Cuncliffe und die Musik stammt von Brian Daly und Simon Woodgate. Den Erzähler sprach Ken Barrie. Die erste Ausstrahlung erfolgte ab dem 16. September 1981 über BBC1. Eine zweite Version der Serie wurde ab 2004 ausgestrahlt.
Die Serie erschien auch auf DVD und wurde unter anderem in Japan und den Niederlanden ausgestrahlt. Vom 8. Mai 2006 bis zum 6. Juni 2006 wurde durch ORF 1 erstmals die deutsche Fassung gesendet. Es folgten Ausstrahlungen durch Super RTL, Junior, Premiere, und SRF 1.
Ein Videospiel zur Serie wurde 1989 vom Publisher Alternative Software für damals gängige Heimcomputer veröffentlicht.